# Озеров Борис Георгійович

Два режисера разом: Борис Озеров та Роман Віктюк

Борис Георгійович Озеров (нар. 3 лютого 1943, м. Адлер — пом. 22 червня 2014, м. Львів) — театральний режисер, заслужений діяч мистецтв України, засновник студентського театру «Гаудеамус» у Львові.

## Життєпис
Борис Озеров народився 3 лютого 1943 року у місті Адлері Краснодарського краю. Його батько, Георгій Озеров, під час Другої Світової Війни був льотчиком-бомбардувальником. Мати померла, коли він був ще зовсім маленьким, батько одружився удруге. У 1958 році сім'я переїхала до Львова.
Закінчивши середню школу із золотою медаллю та після невдалої спроби вступити до Всесоюзного державного інституту театрального мистецтва (ГІТІС), Б. Озеров став студентом Львівського політехнічного інституту (факультет автоматики), який закінчив із червоним дипломом. Працював у патентному відділі Львівського науково-дослідного радіотехнічного інституту, але своє життя без театру він не уявляв. У шкільні роки займався у театральному гуртку, яким керував Шурупов Михайло Олександрович — випускник студії МХАТ, у майбутньому головний режисер Львівського лялькового театру. Мистецтво театру вабило Б. Озерова. Він відчував у собі хист до режисури. Завдяки організаторським здібностям, ще навчаючись в інституті, організував СТЕМ — студентський театр естрадних мініатюр (1962). Придумана назва театру, що відрізняла їх від інших СТЕМів — «Гаудеамус» та театральна маска, яка складалася із цього слова.
На сцені театру відбулося близько 85 прем'єр за творами українських та зарубіжних класиків, сучасних драматургів. Репертуар за жанром був різноманітним — це драми і комедії, трагедії та філософські притчі, мюзикли.
Театр гастролював у Польщі, Росії, Молдові, Білорусі, країнах Балтії. Неодноразово отримував всесоюзні нагороди на різноманітних фестивалях. Його вистави привертали увагу й критиків.
Б. Озеров у своїй творчості опирався на різні школи європейського театру. Використовуючи досвід творчих особистостей, таких як Є. Гротовський, М. Рейнгардт, Є. Вахтангов та К. Станіславський, навчився володіти методом театралізації. З мінімуму виразних засобів домагався максимум ефекту. Його театр «Гаудеамус» це у першу чергу «режисерський театр». Режисер Б. Озеров увійшов до кола знакових особистостей культурного простору не тільки Львова, але й за його межами.
Помер у Львові, похований на Янівському цвинтарі .

Роки СТЕМу. Вистава «Відлуння фестивалю»

## Нагороди

Вистава за п'єсою М. Розовського «Цілий вечір як прокляті».
На фото В. Дергачов, А. Євтушенко, Б. Озеров, Т. Коренькова

1969 — Лауреат Всесоюзного театрального фестивалю у м. Горький (тепер Нижній Новгород)
1976 — театру присвоєно звання «Народного».
1979 — Лауреат Всесоюзного театрального фестивалю у м. Ташкент
1985 — Дипломант XII Всесвітнього фестивалю молоді та студентів у м. Москва.
2009 — Указом Президента України В. Ющенко, Б. Озерову присвоєно звання Заслужений діяч мистецтв України.

## Репертуар
«СТЕМ»
1962 — «Студент — завжди студент»
1963 — «Ми про себе і про інших»
1964 — «Алуштинські зустрічі»
1965 — «Від сесії до сесії»
1967 — «Відлуння фестивалю»
1967 — «Етюди, продиктовані часом» (М. Розовський та ін.)
1968 — «Сильне почуття» (Ільф-Петров)
1968 — «У відкритому морі» (С. Мрожек)
1969 — «Подія» (Ф. Кривін)
1969 — «Крізь час» (І. Фейгинберг, Коган)
1970 — «Мені хочеться бачити сьогодні тебе» (Р. Віктюк)
1971 — «З миру по нитці»
1972 — «Діалоги про любов» (Ф Кривін)
1973 — «Загибель Кронштадського полку» (Фейгинберг, Коган)
«МОЛОДІЖНИЙ ТЕАТР» («ГАУДЕАМУС»)
1973 — «Інцидент» (Н. Бауер)
1974 — «Шукайте жінку» (О. Володін)
1974 — «Вечірні ігри» (Зак, Кузнєцов)
1975 — «Точка зору» (В. Шукшин)
1975 — «У списках не зазначено» (Б. Васильєв; інсценізація Б. Фабриканта)
1976 — «Горе від розуму» (О. Грибоєдов)
1976 — «Засідання парткому» (О. Гельман)
1977 — «Оптимістична трагедія» (В. Вишневський)
1977 — «Мишоловка» (А. Крісті)
1978 — «Походження Шипова» (Б. Окуджава; інсценізація Б. Фабриканта)
1978 — «Третє покоління» (Н. Мирошниченко)
1978 — «Качине полювання» (О. Вампілов)
1979 — « Чінзано» (Л. Петрушевська)
1980 — «З весною я повернусь до тебе» (О. Казанцев)
1981 — «Наодинці з усіма» (О. Гельман)
1981 — «Сира нога» (Л. Петрушевська)
1982 — «Сторінки життя — Відродження» (Н. Мірошнченко)
1982 — «Дядя Ваня» (А. Чехов)
1982 — «Хтось повинен піти» (В. Красногоров)
«ПОШУК»
1983 — «Лавка» (О. Гельман)
1983 — «Година мужності» («Переходжу до дій» Е. Веріго)
1984 — «Глибоке синє море» (Е. Реттіган)
1984 — «Гравці» (М. Гоголь)
1984 — «Рядові» (О. Дударев)
1985 — «Вітаю!» М. Жванецький)
1985 — «Останній відвідувач» (М. Дозорцев)
1986 — «Мольєр» (М. Булгаков)
1986 — «Ноги жінки № 2» (В. Красногоров)
1986 — «Диктатура совісті» (М. Шатров)
1987 — «Ромео і Джульєтта» (В. Шекспір)
1987 — «Самогубець» (М. Ердман)
1988 — «Московський хор» (Л. Петрушевська)
1988 — «Тут, на даху» (М. Климонтович)
1988 — «Місце для паління» (В. Славкін)
«БОМТ» (Борис Озеров Молодіжний Театр)
1989 — "«Ла-фюнф ин дер люфт» (О. Шипенко)
1990 — «Гра у жмурики» (М. Волохов)
1991 — «Еврідіка» (Ж.Ануй)
1992 — «Нотатки божевільного» (М. Гоголь)
1992 — «Покірлива» (Ф. Достоєвський)
1993—1994 — «Ромео і Джульєтта» (В. Шекспір), поновлення вистави
1995 — «Двоє на гойдалках» (В. Гібсон)
1996 — «Рожевий трикутник» (М. Шерман)
1996 — «Чума на обидва ваші дома» (Г. Горін)
1997 — «Майн нейм із Маня» (О, Канєвський)
1998 — «Едіт Піаф» (Ю. Львова)
1999 — «Століття свободи не бачити» (С. Довлатов, М. Євшин, Л. Лібет)
1999 — «Регтайм для мандоліни з оркестром» (Т. Доленга, Ю. Чернявський)
1999 — «Цирк і тільки» (В. Красногоров)
2000 — «Останнє шоу» (М. Климонтович)
2001 — «Сільце» (Йєшуа Соболь)
2002 — «Давай займемося сексом» (В. Красногоров)
2003 — «Черевики» (П. Гладилін)
2004 — "Афінскі вечори (П. Гладилін)
2008 — «Метелик» (П. Гладилін)
Театр «ГАУДЕАМУС» — «ТЕАТР БОРИСА ОЗЕРОВА»
2010 — «Сни за передчуттям Оскара Уайльда» (С. Соколов)
2010 — «Маніяк» (Ж. Нусієвські)
2013 — «Фуршет після прем'єри» (В. Красногоров)
2014 — «Мене не ошукаєш!» («Любовна відповідь чоловікові, який сидить у кріслі» Г. Г. Маркеса).